# Хедер

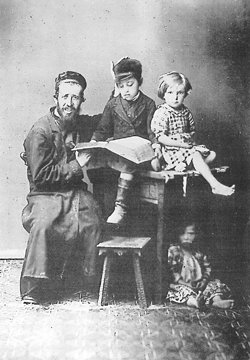
Учитель хедера в Подолье. XIX век

Хе́дер (от идиш חדר‎, хе́йдэр, восходит к ивр. חֶדֶר‎ — «комната») — базовая начальная школа в традиционной еврейской ашкеназской религиозной системе образования.

## Происхождение
Название «хедер» впервые упомянуто в XIII веке. В дальнейшем школы такого типа получили широкое распространение в среде ашкеназских евреев. Функционирование хедера в Белоруссии и Польше в первой половине XVII века описано в книге Н. Ганновера «Иевен мецула» («Пучина бездонная»). Система, установленная в те времена, сохранялась в пределах Российской империи и в некоторых районах Австро-Венгрии вплоть до Первой мировой войны.

## Система обучения
В хедере, как и в школах талмуд-тора, учились только мальчики, на 1-й ступени – от 3–5 до 9–10 лет, на 2-й ступени — до 13 лет. Однако если талмуд-тора была общинным учреждением для поддержки бедных детей, чьи родители не могли вносить плату за обучение, хедер был частной школой, и его учитель (меламед с ивр. — «обучающий») получал плату от родителей (для санкционирования такой платы потребовались юридические ухищрения галахических авторитетов, ибо считалось, что обучение законам веры должно осуществляться как мицва, то есть бесплатно).
Перед поступлением в хедер мальчик проходил через специальные «проводы» в синагоге, где ему читали вслух 10 заповедей. На следующий день его отводили в дом учителя.
Тем не менее, община контролировала обучение в хедере и устанавливала определённые правила и ограничения частной инициативе меламеда. Согласно школьному статуту Кракова (1511), в хедере не могло обучаться одновременно более 40 учеников. У учителя могли быть специальные помощники (идиш. белферз, единственное число белфер). Однако на практике нагрузка учителя была значительна; в одном классе одновременно могли обучаться ученики трёх возрастных групп. В младшей группе (дардике, с трёх лет) школьники обучались азбуке и чтению еврейских текстов без перевода. В следующей группе (с пяти лет) изучалась Тора с комментариями Раши и начальные сведения о Талмуде. Старшие ученики (с восьми лет) более углублённо занимались Талмудом.
Светские учебные дисциплины в хедере не изучались. Занятия проходили с раннего утра до семи-восьми часов вечера. Практиковались телесные наказания строптивых учеников, для чего существовал специальный кнут (канчик). Считалось, что преподавание не требовало специальных знаний, и труд учителя ценился невысоко. По окончании хедера юноша мог под руководством раввина или образованных членов общины продолжить изучение Талмуда в училище при синагоге (бейт-мидраш) или поступить в иешиву. Однако для значительной части жителей штетла (местечка) образование ограничивалось учёбой в хедере.

## В Новое Время

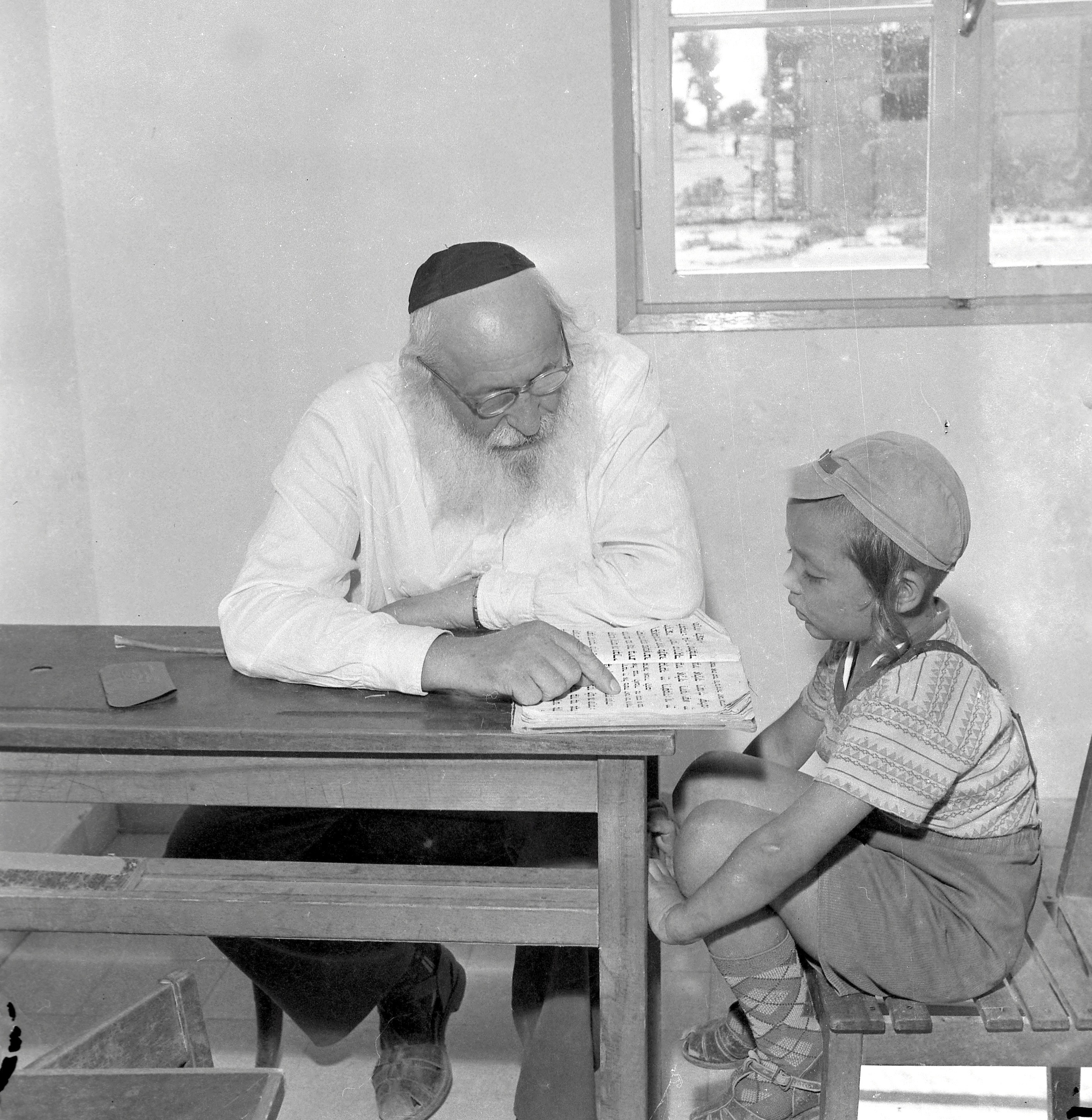
Хедер, Бней-Брак, Израиль, 1965

Со времени Хаскалы хедер подвергался яростной критике со стороны тех, кто получил светское образование; приверженцы Хаскалы (маскилим) особенно возмущались примитивной методикой обучения. Ненависть к сложившейся системе образования ярко выражена в произведениях И. Б. Левинзона, И. Л. Гордона, П. Смоленскина и многих других. Однако в Российской империи только в конце XIX века смогла реализоваться попытка реформации хедера (так называемый хедер метуккан) на основе идеологии палестинофильства (Ховевей Цион) и, позднее, сионизма. Реформированные хедеры размещались в просторных помещениях, здесь преподавали историю еврейского народа, географию Израиля, грамматику иврита, в некоторых случаях даже русский, польский или немецкий языки. Несмотря на ожесточённое сопротивление ортодоксально-религиозных кругов, ассимиляторов и властей, школы системы хедер метуккан оказали влияние на становление новой системы еврейского образования.